# Rusalka (Dargomyzjskij)
För Dvořáks opera, se Rusalka.
För andra betydelser, se Rusalka.

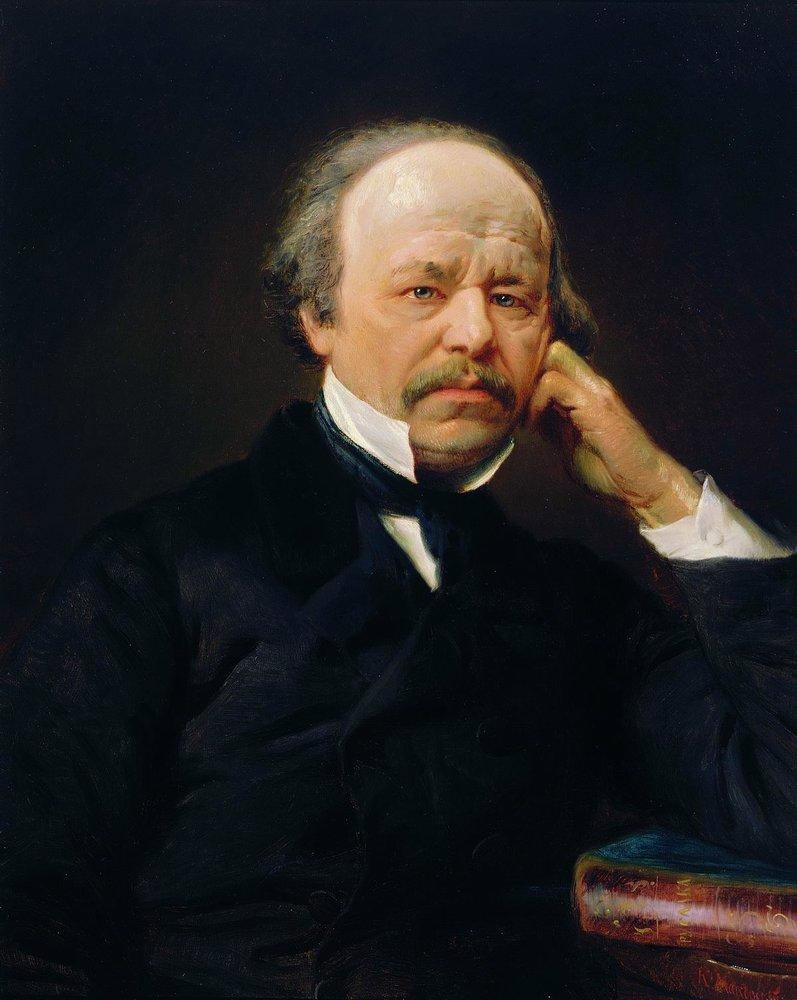
Aleksandr Dargomyzjskij

Rusalka (ryska: Руса́лка) är en rysk opera i fyra akter med musik och libretto av Aleksandr Dargomyzjskij. Texten bygger på Aleksandr Pusjkins ofullständiga drama med samma namn (1837).

## Historia
Dargomyzjskij komponerade operan mellan 1848 och 1855 och det var hans enda opera med rötter i folkmusiken. Kärnan i handlingen är densamma som i H.C. Andersens saga Den lilla sjöjungfrun, Albert Lortzings opera Undine och Antonín Dvořáks opera Rusalka. Men i Dargomyzjskijs version är det en dödlig flicka som blir vattennymf av kärlekssorg, medan det i de andra är en sjöjungfru som försöker bli människa. Mjölnaren i operan var Dargomyzjskijs mest utarbetade operakaraktär; i början är han en vis och humoristisk gamling för att under operans handling sluta som en galning. Rollen blev en av bassångaren Fjodor Sjaljapins glansroller. Operan hade premiär den 16 maj 1856 i Sankt Petersburg.

### Pusjkins dikt
Pusjkins "dramatiska romans", ofullbordad och daterad till 1832, var ett sångspelslibretto inspirerad av Ferdinand Kauers Das Donauweibchen (1798). Den var bara en av många versioner om den mytologiska vattennymfen rusalka (plural: rusalki). Pusjkins dramaversion var en tragedi om soning och flickan, som i operan heter Natasja, saknar namn.

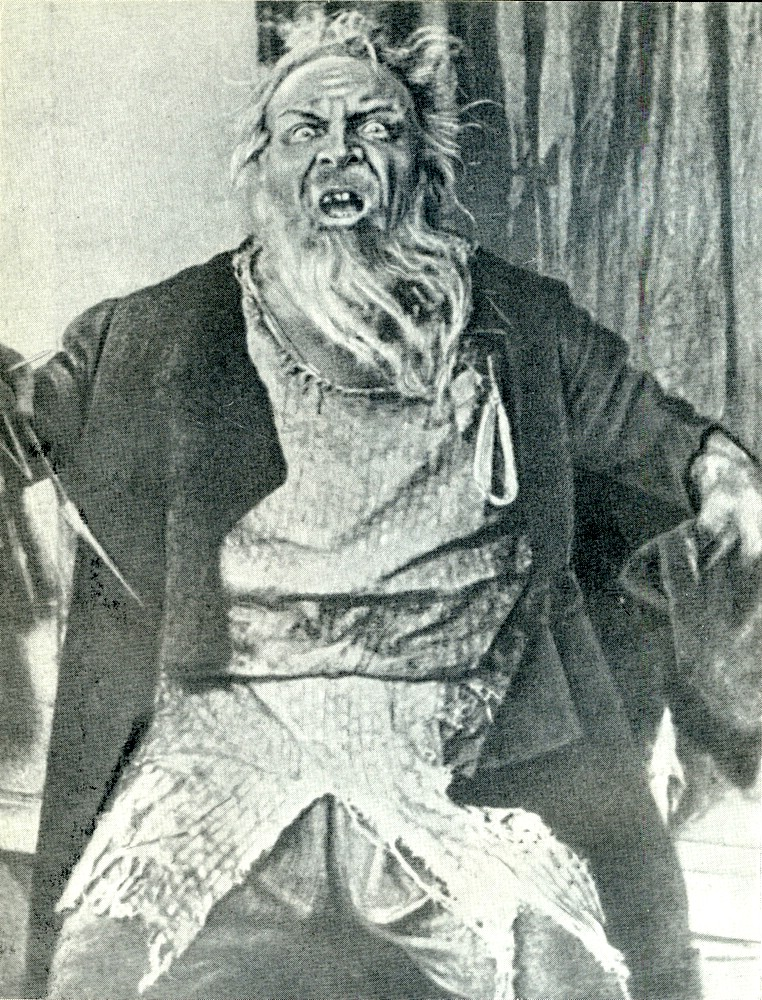
Sjaljapin som Mjölnaren 1916.

## Personer
- Prinsen (tenor)
- Prinsessan (mezzosopran)
- Mjölnaren (bas)
- Natasja, hans dotter, senare en rusalka (sopran)
- Olga, föräldralös, Prinsessans förtrogna (sopran)
- En äktenskapsmäklare (baryton)
- Lilla Rusalka som 12-åring (talroll)
- Bojarer, jägare, bönder, män, kvinnor, rusalki (kör)

## Handling
Mjölnardottern Natasja förförs av prinsen. Han gifter sig sedan med en annan. Natasja dränker sig floden Dnepr med sin lilla dotter. Prinsen dras mot floden, där Natasja nu har blivit en vattennymf (rusalka), och hennes far, som har blivit vansinnig av sorg, störtar prinsen i floden.